# Charles Nungesser
Charles Eugene Jules Marie Nungesser född 15 mars 1892 i Paris troligen död 8 maj 1927 i Atlanten, var en fransk äventyrare och ett flygaräss under första världskriget.

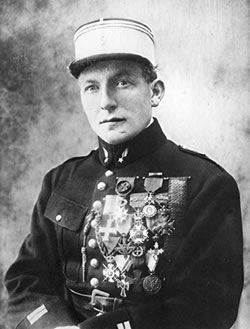
Charles Nungesser

Nungesser växte upp i Paris där han studerade vid École des Arts et Métiers. Intresset för studier var inte stort och han tillbringade en stor del av sin studietid med andra aktiviteter. Efter avslutad skolgång for han till Sydamerika för att leta reda på en släkting som inte hörts av under ett par år. Sedan han hade tillbringat en tid i Rio de Janeiro sökte han sig vidare till Buenos Aires, där han fick anställning som bilmekaniker. Hans arbete ledde in honom i motorsporten som tävlingsförare och han övergick mer och mer till att bara tävla. När första världskriget bröt ut återvände han till Frankrike och anmälde sig till militärtjänst vid kavalleriet. När hans pluton överfallit en tysk spaningsgrupp blev han uppmärksammad för sin initiativförmåga av de högre befälen. För sin medverkan i överfallet tilldelades han en Medaille Militaire, och hans önskemål om överföring till Service Aeronautique beviljades.
Efter flygutbildning placerades han i de franska flygstridskrafterna. Redan under ett av sina första uppdrag lyckades han träffa en tysk Albatros och han tilldelas en Croix de Guerre. Sedan han hade tillbringat en tid vid Escadrille N.65, överfördes han till den fransk-amerikanska enheten Escadrille Lafayette som fransk sambandsman mellan de amerikanska piloterna och den franska ledningen av Escadrillen.
Trots att Nungesser var en högt dekorerad militärpilot utdömdes flera bestraffningar mot honom. Han försvann ett flertal tillfällen från sin militärtjänst för att slå runt på olika barer i Paris. Dessutom genomförde han flera flygningar trots att han var satt under flygförbud. Han blev ett flygaräss i april 1916, när han hemförde sin femte luftseger. Detta medförde att blev känd för den franska allmänheten och när hans segerantal ökade blev han i folkets ögon en hjälte. Hjälteglorian gjorde att militärledningen till viss mån såg mellan fingrarna när han olovligt var borta från sin tjänst. Under sin tid som stridsflygare var Nungesser med i flera haverier, och på grund av skadorna behövde han periodvis hjälp för att kunna ta sig upp på flygplanet och ner i sittbrunnen. Hans värsta haveri inträffade i januari 1916, då han bröt båda benen. 
Hans slutresultat från kriget var 43 bekräftade luftsegrar. Det gör honom till det tredje franska flygarässet efter René Fonck och Georges Guynemer. Han blev dekorerad med medaljer från Frankrike, Belgien, Montenegro, USA, Portugal, Ryssland och Serbien.
När freden kom 1918 försökte han starta en egen flygskola, men bristen på flygelever tvingade honom att ge upp. Han bestämde sig för att åka till USA, där flera piloter från kriget jobbade med flyguppvisningar. När han väl kom till USA pågick inspelninar av ett flertal flygfilmer. Till filmerna behövdes duktiga stuntpiloter och Nungesser sökte sig till Kalifornien. Han engagerades bland annat till filmen The Dawn Patrol. Under vistelsen i USA hörde han talas om Orteigpriset och han insåg att han med rätt flygplan och planering skulle kunna lägga beslag på hela prissumman 25 000 dollar. När han återvände till Frankrike med båt sade han som avsked till sina vänner att nästa resa han gjorde till USA skulle ske via luften. 
Under återfärden funderade han på hur han skulle genomföra sin flygning. Han kontaktade Pierre Levasseur som fick i uppdrag att lösa flygplansfrågan. Han övertalade François Coli att bli andrepilot och navigatör. Levasseur specialkonstruerar flygbåten Levasseur PL 8. Flygbåten var försedd med extra stora bränsletankar för att klara en flygning över Atlanten och målas i de färger Nungesser haft på sitt stridsflygplan under kriget. Vid en ceremoni får den namnet L'Oiseau blanc. 
Alla förberedelser inför starten var avklarade och 8 maj 1927 startar Nungesser och Coli från Paris. Under flygningen ut mot kusten observerades deras flygplan av flera åskådare på marken. Man ser flygplanet lämna kustlinjen, sedan upphör alla spår av flygplanet och dess besättning. När man efter någon dag inte hörde något från USA startades en internationell eftersökning. Alla fartyg som var i området och längs den planerade flygsträckan kontaktades, men inga resultat uppnås. Två veckor senare landar Charles Lindbergh efter sin soloflygning över Atlanten i Paris, och uppståndelsen blir så stor att letandet av Nungesser och Coli kommer åt sidan. Nungesser mamma Laure fick träffa Lindbergh, som berättade att han inte sett några spår på havets yta efter sonens flygplan, men om någon skulle klarat av flygningen, skulle det varit hennes son.
Flera olika spekulationer om vad som hände Nungesser och Coli har under åren presenterats. NBC visade i sin programserie Unsolved Mysteries 1989 en teori att flygplanet nådde USA och att det havererade i ett skogsområde i Maine. Som bevis förde man fram iakttagelser från en person som 1927 hört ett flygplan flyga över området samt en kraftig smäll när flygplanet havererade mot marken. Flera år efter haveriet hittade en jägare en flygplansmotor i området. Med dessa två indicier gjorde NBC en eftersökning i området och hittade trädelar från en flygplanskropp. Om delarna kommer från det saknade Levasseurflygplanet kunde inte fastställas.     
Författaren Clive Cussler och organisationen NUMA har framfört teorier om att de kan ha navigerat fel och havererat i Saharaöken. Men de flesta flyghistoriker anser att Nungesser och Coli havererade i Atlanten, och att flygplanet ligger på havets botten.
1970 spelades den franska filmen Les as des as med Jean-Paul Belmondo i rollen som Nungesser. Filmen bygger på många legender som skapades om Nungesser under första världskriget fram till efterforskningarna efter flygplanet 1927. Kanadensisk TV gjorde 1999 barnfilmen Dead Aviators, som använder försvinnandet av Nungessers flygplan som en bärande del av handlingen.